# Тавровский, Пётр Ильич
Пётр Ильич Тавровский (1923—1943) — участник Великой Отечественной войны, командир орудия 206-го гвардейского лёгкого артиллерийского полка 3-й гвардейской лёгкой артиллерийской бригады 1-й гвардейской артиллерийской дивизии прорыва 60-й армии Центрального фронта, Герой Советского Союза, гвардии сержант.

## Биография
Родился в семье рабочего. Еврей. Окончил среднюю школу. В РККА с 1941 года. В этом же году поступил в Киевское артиллерийское училище.
Участник Великой Отечественной войны с июня 1941 года. Будучи курсантом, участвовал в обороне Киева. Командир орудия 206-го гвардейского лёгкого артиллерийского полка (3-я гвардейская лёгкая артиллерийская бригада, 1-я гвардейская артиллерийская дивизия прорыва, 60-я армия, Центральный фронт). В бою 6 октября 1943 за плацдарм в районе села Медвин (Чернобыльский район Киевской области) не допустил прорыва вражеских танков к переправе. Погиб в этом бою. Звание Героя Советского Союза присвоено 17 октября 1943 года посмертно.
Похоронен в братской могиле в селе Горностайполь Чернобыльского района Киевской области.

## Награды
Указом Президиума Верховного Совета СССР от 17 октября 1943 года за успешное форсирование Днепра, удержание плацдарма на его правом берегу и срыв вражеского танкового удара, а также уничтожение более десяти танков врага гвардии сержанту Петру Ильичу Тавровскому посмертно присвоено звание Героя Советского Союза.
Награждён орденом Ленина, медалями «За отвагу», «За оборону Сталинграда».

## Память
В городе Чернобыль установлена мемориальная доска. Имя Героя носил пионерский отряд школы № 83 в Киеве, в которой он учился.